# 阿里算端
阿里算端（Ali-Sultan，?—?），算端就是蘇丹的意思，察合台汗国第21代可汗，窝阔台的后裔。窝阔台汗国最后的可汗察八儿投奔元朝后，许多窝阔台家族的王成为察合台汗国的贵族。1339年，他夺取了也孙帖木儿的汗位。他是察八儿之后，第一个当上可汗的窝阔台后裔。他一反敞失兄弟的政策，大力支持伊斯兰教，遂在首都阿力麻里大力传播伊斯兰教，亦曾在阿力麻里屠杀方濟會的基督徒。